# Neoathyreus goyasensis
Neoathyreus goyasensis là một loài bọ cánh cứng trong họ Geotrupidae. Loài này được Boucomont miêu tả khoa học năm 1902.